# العملاق الأسود (قصة)
العملاق الاسود (بالإنجليزية: Black Colossus)‏ من أولى القصص التي يقوم ببطولتها الشخصية الخيالية للأكشن والسحر كونان البربري. كتبها الأمريكي روبرت هوارد، ونشرت لأول مرة بواسطة مجلة حكايات عجيبة عام 1933.

## الحبكة
معالج قوي اسمه Thugra Khotan والذي استيقظ من نومه بعد ثلاثه الاف سنه عن طريق سارق يدعي Shevatas (والذي لم ينجو من التجربة)استيقظ Thugra واخذ اسم Natohk "الضباب"